# Carolus Rex (Album)
Carolus Rex ist das sechste Studioalbum der schwedischen Heavy-Metal-Band Sabaton und das erste in der Bandgeschichte, das komplett in schwedischer Sprache eingesungen wurde. Das nach Karl XII. von Schweden (Carolus Rex) benannte Konzeptalbum handelt von der Großmachtzeit des Landes, beginnend mit Gustav Adolf, über den Dreißigjährigen Krieg bis hin zum Tod Karls während der Belagerung von Frederikshald und dem darauffolgenden Niedergang Schwedens.

## Allgemeines
Die Aufnahmen zu Carolus Rex begannen am 2. Januar 2012. Das Album ist neben der schwedischen auch in der englischen Version erschienen. Zudem ist es das letzte Album, an dem die langjährigen Bandmitglieder Oskar Montelius, Rikard Sundén, Daniel Mullback und Daniel Mÿhr beteiligt waren und von denen die beiden Erstgenannten die Band mitgegründet hatten. Dadurch verblieben Joakim Brodén und Pär Sundström als einzige Gründungsmitglieder zurück.
Bassist Pär Sundström sagte in einem Interview 2012 mit Grande Rock über das Album: „Es ist mit Abstand das beste Album, das wir gemacht haben.“ Und weiter sagte er zum Albumtitel: „Viele Leute haben uns gefragt, warum wir immer über die Geschichte anderer Nationen singen, aber nie über die schwedische Geschichte. Als wir dann den Historiker Bengt Liljegreen kennenlernten, konnten wir es mit seiner Hilfe tun, und es wurde großartig.“

## Musik und Texte
In einem Interview mit terrorverlag.com sagte Brodén über die Arbeit mit Produzent Peter Tägtgren: „Peter Tägtgren sprach uns an und fragte uns, ob wir ihn nicht mögen würden und warum wir noch kein Album mit ihm aufgenommen hätten, an dieser Stelle fiel uns auf, dass wir zwar einzelne Parts mit ihm aufgenommen hatten in der Vergangenheit aber eben noch keine komplette Produktion. Wir fragten ihn, was ihm denn vorschwebe, worauf er sagte: ‚Ich möchte Sabaton auf Steroiden‘. Wir fragten ihn was zur Hölle Sabaton auf Steroiden sein soll, und er sagte, ich nehme alle typischen Sabaton-Elemente und mache es größer und fetter. Und genau das hat er hingekriegt. Epischer Sound große Chöre und fette Gitarren. […] Er hat jedem von uns eine Menge abverlangt, besonders mir als Sänger. Er hat zudem einige neue Songwriting [sic] und Produktionstipps beigesteuert. Speziell bei den Synthies hat er uns ermuntert, nicht immer dieselben Sounds zu verwenden, sondern auch etwas Neues auszuprobieren. Das hat sich als sehr gut herausgestellt.“
Zu der Musik sagte Sundström in einem Interview mit musicalobserver.de: „Wenn der Vorwurf, das sei ‚Easy Listening Metal‘ stimmen würde, wäre das doch gut. Es würde uns helfen, neue Fans zu gewinnen. Wenn wir keinen neuen Fans gewinnen wollten, könnten wir auch gleich aufhören. Es gibt ja keinen Grund zu spielen und in alten Mustern hängen zu bleiben. Unserer Auffassung nach werden wir besser und gewinnen so neue Fans. Wenn wir einfach nur das weiter machen würden, was wir vor fünf Jahren gemacht haben, wären wir tot. Es wäre völlig sinnlos. Ich würde sofort aufhören.“
Wie auch World War Live – Battle of the Baltic Sea, Heroes und The Last Stand wurde Carolus Rex von Jonas Kjellgren, dem Produzenten von The Great War, gemastert.
Die Kriegsgeräusche des Albums wurden teils mit Samples, teils mit Alltagsgegenständen, wie Besteckkästen, kreiert.
Damit die Texte historisch präzise wurden, arbeitete die Band mit dem schwedischen Historiker Bengt Liljegren zusammen.

## Titelliste
(in eckigen Klammern die Titel der schwedischen Version)
1. Dominium Maris Baltici (Instrumental) – 0:29
2. The Lion from the North – 4:42 (Musik: Brodén, Text: Brodén/Sundström) [Lejonet från Norden]
3. Gott mit uns – 3:15 (Musik: Brodén, Text: Brodén/Sundström) [Gott mit uns]
4. A Lifetime of War – 5:45 (Musik: Brodén, Text: Brodén/Sundström) [En livstid i krig]
5. 1 6 4 8 – 3:54 (Musik: Brodén, Text: Brodén/Sundström)
6. The Carolean’s Prayer – 6:14 (Musik: Brodén, Text: Brodén) [Karolinens bön]
7. Carolus Rex – 4:53 (Musik: Brodén/Kängström, Text:Brodén/Sundström)
8. Killing Ground – 4:24 (Musik: Brodén/Kängström, Text:Brodén/Sundström) [Ett slag färgat rött – eine rotgefärbte Schlacht]
9. Poltava – 4:03 (Musik: Brodén, Text: Sundström)
10. Long Live the King – 4:09 (Musik: Brodén, Text: Brodén/Sundström) [Konungens likfärd – Der Totenzug des Königs]
11. Ruina Imperii – 3:21 (Musik: Brodén, Text: Brodén/Sundström)
12. Twilight of the Thunder God (Amon Amarth Coverversion – Bonus-Track mit Peter Tägtgren)

Auf der schwedischen Version findet sich statt des Bonustitels
1. Feuer frei! (Kruspe/Landers/Lindemann/Lorenz/Riedel/Schneider) – Bonus-Track

Auf der US-amerikanischen Version befindet sich statt des Bonustitels:
1. In the Army Now (Bolland & Bolland – Bonus-Track) – 3:58

Es gibt insgesamt fünf verschiedene Versionen des Albums. Neben der regulären schwedischen und englischen Version existiert eine Special Edition. Diese enthält sowohl die englische, als auch die schwedische Version des Albums inklusive aller drei Bonus-Tracks, die zur englischen Version hinzugefügt wurden. Zusätzlich existiert das limitierte 2CD-Digibook. Im Gegensatz zu der Special Edition enthält es nicht die Bonustitel In the Army Now und Feuer frei!, ist jedoch ansonsten identisch.

## Details zu den einzelnen Stücken
Dominium Maris Baltici
Dominium Maris Baltici ist das einzige Instrumentalstück von Sabaton, es gleitet als Intro in The Lion from the North hinüber. Der Titel zitiert das sogenannte Dominium maris baltici, die militärische und wirtschaftliche Vorherrschaft über das Gebiet der Ostsee.
The Lion from the North/Lejonet från Norden
Dieses Lied handelt von Gustav II. Adolf. Wie auch Primo Victoria, Attero Dominatus und Resist and Bite beinhaltet das Stück lateinische Verse. Zudem wird auf den deutschen Spitznamen „der Löwe aus Mitternacht“ des Königs hingewiesen.
Gott mit uns
Gott mit uns ist nach dem Schlachtruf der Protestanten im Dreißigjährigen Krieg benannt und behandelt die erste Schlacht bei Breitenfeld, die dem Krieg eine entscheidende Wende gab. Ursprünglich sollte einer der Gitarristen, oder beide die Strophen für Gott mit uns einsingen, doch weil schon während der Produktion des Albums feststand, dass sie gehen würden, sang kurzerhand Produzent Tägtgren die Stellen ein. Live teilen sich die Gitarristen die von Tägtgren gesungenen Teile.
A Lifetime of War/En livstid i krig
A Lifetime of War befasst sich mit dem Dreißigjährigen Krieg im Allgemeinen sowie mit der konfessionellen Spaltung Europas. In einem 2014 gegebenen Interview äußerte sich Brodén wie folgt zu dem Stück:

“On Carolus Rex, A Lifetime of War suffered from not slowing down enough. That was one of the drawbacks of Carolus Rex. From start to finish it’s maxed out – there’s no breathing pause in the middle where things slow down a bit.”

„Auf Carolus Rex litt A Lifetime of War darunter nicht langsam genug zu sein. Das war einer der Nachteile von Carolus Rex. Vom Anfang bis zum Ende ist es bis zum Limit ausgereizt – es gibt keine Atempause in der Mitte wo es etwas langsamer wird.“

1 6 4 8
1 6 4 8 befasst sich mit der Belagerung von Prag im genannten Jahr.
The Carolean’s Prayer/Karolinens bön
Dieses Stück widmet sich den Karolinern.
Carolus Rex
Carolus Rex ist aus der Sicht Karls XII. geschrieben und schildert seine Krönung, die er als gottgewollt betrachtet.
Killing Ground/Ett slag färgat rött
Dieses Lied befasst sich mit der Schlacht bei Fraustadt und der schwedischen Hinrichtung russischer Gefangener.
Poltava
Poltava thematisiert die schwedische Niederlage gegen die Russen in der Schlacht bei Poltawa.
Long Live the King/Konungens likfärd
Dieses Lied befasst sich mit dem Tode Karls XII. und seinem Totenzug.
Ruina Imperii
Ruina Imperii befasst sich mit dem Todesmarsch der Karoliner und dem Ende Schwedens als Großmacht. Das Lied stellt das Outro des Albums dar und ist das einzige Sabaton-Stück, das nicht auf Englisch erschienen ist.
Coverstücke
Neben Gott mit uns sang Produzent Tägtgren auch den Growlingteil in Twilight of the Thunder God.
Zu den – als Bonustiteln erschienenen – Coverstücken bemerkte Sundström in einem Interview mit metalkaoz.com:

“I wanted us to do something new and kind of unexpected. Since I am a fan of Amon Amarth and some of their songs are very melodic even though they’re using growling vocals, we chose to cover ‘Twilight of the Thunder God’. Joakim had sung ‘Feuer Frei!’ with Rammstein live in Holland a couple of years and it sounded really cool. And I think ‘In the Army Now’ suits perfectly in Sabaton so we did that also.”

„Ich wollte, dass wir etwas Neues und irgendwie unerwartetes machen. Da ich Fan von Amon Amarth bin und einige ihrer Songs trotz des Einsatzes von gutturalem Gesang äußerst melodisch sind entschieden wir uns ‘Twilight of the Thunder God’ zu covern. Joakim hatte in Holland vor ein paar Jahren bei ‘Feuer Frei!’ gemeinsam mit Rammstein live gesungen und es hörte sich ziemlich cool an. Und ich denke ‘In the Army Now’ passt perfekt zu Sabaton, also haben wir das auch gecovert.“

## Rezeption

### Kritiken
- Michael Edele schrieb für laut.de:„Da haben sich Sabaton extra die Arbeit gemacht, ihr neues Album Carolus Rex sowohl mit englischen als auch mit schwedischen Texten zu versorgen, und noch bevor das Teil auf dem Markt ist, geht der Großteil der Band stiften. Das sorgt zwar für zusätzliches Interesse an den Band, doch ob man sich darüber wirklich freuen kann? […]

Vielleicht gar nicht so schlecht, wenn die Herren Gitarristen sich in Zukunft auch als Songwriter mit einbringen dürfen, denn viel Neues gibt es von Sabaton kaum zu berichten.
Das gilt in positiver wie in negativer Hinsicht. Die Fans der Schweden bekommen mit Carolus Rex so ziemlich genau das, was sie von den Kriegshelden erwarten. […]
Aus den bekannten Mustern brechen sie zum ersten Mal mit dem balladesken A Lifetime Of War aus. Von dieser Seite kennt man Sabaton bislang eher selten, dabei machen sie hier eine richtig gute Figur, was auch das schleppende The Carolean’s Prayer beweist.
Gewohnt bombastisch und treibend geht es hingegen im bereits bekannten Titeltrack oder im mitreißenden Poltava zu, bei denen wohl jeder Fan live die Faust nach oben recken wird. Das ist sicheres Gebiet für Sabaton, da macht ihnen so schnell keiner was vor. Allerdings orientiert man sich damit auch allzu deutlich an der eigenen Vergangenheit in Sachen Art Of War.
Ob mit Carolus Rex nun auch ein musikalisches Kapitel in der Bandgeschichte zu Ende geht, wird sich erst mit dem nächsten Album zeigen. Denn auch wenn die Fans mit der Scheibe zweifellos bedient werden, wären ein paar neue Impulse mit Sicherheit kein Fehler.“
- Enrico Ahlig schrieb für den Metal Hammer: „Wer ein Power Metal-Dauerfeuer erwartet, sollte verwundert in Deckung gehen, denn mächtige Hymnen werden strategisch clever aus den Rohren geballert und sorgen für Highlights und eine in dieser Form noch nie dagewesene Abwechslung. Zwar beginnt der Opener ‘The Lion From The North’ im klassischen Uptempo-Format, doch schon mit ‘Gott mit uns’ (Übersong) und dem Schützengraben-Schlager ‘A Lifetime Of War’ zeigen Sabaton den neuen Schlachtplan auf: weniger Blitzkrieg, dafür mehr Pathos, mehr Melodie und mehr Gitarrensoli. Diese wirken glücklicherweise nicht aufgesetzt, denn Sabaton lassen bei den vereinzelten schnellen Nummern (‘1 6 4 8’, ‘Killing Ground’) klassischen Metal sprechen und den Kitsch meistens im Bunker. Umso fetter wird er bei Hymnen wie ‘Long Live The King’ oder ‘The Carolean’s Prayer’ draufgepackt. Klar, innovativ ist das alles erneut nicht, aber wegen Klauen bei sich selbst hat noch kein Richter eine Strafe ausgesprochen. Daher werden Hater weiter haten, während der Rest bestens gelaunt mit Gummi-Gewehren vor der Bühne herumspringt.

Mit CAROLUS REX haben sich die Schweden endgültig in die erste Liga geballert. Bleibt nur zu hoffen, dass die neu besetzte Truppe auch live funktioniert – falls ja, dann ist die Welt vor Sabaton nicht mehr zu retten.“

### Chartplatzierungen
| ChartsChartplatzierungen | Höchstplatzierung | Wochen |
| ------------------------ | ----------------- | ------ |
| Deutschland (GfK)        | 7 (6 Wo.)         | 6      |
| Österreich (Ö3)          | 23 (1 Wo.)        | 1      |
| Schweden (GLF)           | 2 (101 Wo.)       | 101    |
| Schweiz (IFPI)           | 19 (2 Wo.)        | 2      |

| ChartsJahrescharts (2012) | Platzierung |
| ------------------------- | ----------- |
| Schweden (GLF)            | 18          |

| ChartsJahrescharts (2013) | Platzierung |
| ------------------------- | ----------- |
| Schweden (GLF)            | 66          |

| ChartsJahrescharts (2014) | Platzierung |
| ------------------------- | ----------- |
| Schweden (GLF)            | 84          |

| ChartsJahrescharts (2015) | Platzierung |
| ------------------------- | ----------- |
| Schweden (GLF)            | 89          |

| ChartsJahrescharts (2020) | Platzierung |
| ------------------------- | ----------- |
| Schweden (GLF)            | 97          |

| ChartsJahrescharts (2021) | Platzierung |
| ------------------------- | ----------- |
| Schweden (GLF)            | 98          |

### Auszeichnungen für Musikverkäufe
| Land/Region     | Auszeichnungen für Musikverkäufe (Land/Region, Auszeichnung, Verkäufe) | Verkäufe |
| --------------- | ---------------------------------------------------------------------- | -------- |
| Schweden (IFPI) | 4× Platin                                                              | 160.000  |
| Insgesamt       | 4× Platin ·                                                            | 160.000  |